# سامبولد سو ۳۴۴
سامبولد سو ۳۴۴ (انگلیسی: Sombold So 344) یک هواپیمای با موتور پیشران جت بود که طی سال‌های ۱۹۴۳ و ۴۴ میلادی در آلمان ساخته شد.